# Deutsche Gesellschaft für Wehrmedizin und Wehrpharmazie
Die Deutsche Gesellschaft für Wehrmedizin und Wehrpharmazie (DGWMP) ist eine medizinische Fachgesellschaft.
Ziel der Gesellschaft ist die Förderung der wehrmedizinischen Forschung und Praxis, ausdrücklich einschließlich der Zahn- und Tiermedizin und der Wehrpharmazie. Die DGWMP hat rund 4000 Mitglieder (Stand Januar 2020), die mehrheitlich aktive oder ehemalige Sanitätsoffiziere, Truppenoffiziere im Sanitätsdienst, Fachdienstoffiziere sowie Sanitätsunteroffiziere der Bundeswehr sind. Dazu kommen rund 1700 Mitglieder des Partnervereins Deutscher SanOA e. V., die aufgrund einer Kooperation zum größten Teil „Doppelmitglied“ in beiden Vereinen sind.
Diese Kooperation besteht seit dem Jahr 2007. Sie soll den Kontakt und die Kommunikation über alle Dienstgradgruppen hinweg – vom studierenden SanOA bis zum Generalarzt – erleichtern und die Interessenvertretung für die Mitglieder beider Vereine wirkungsvoller machen.
Präsident der Gesellschaft ist Stephan Schoeps, Generalstabsarzt a. D. Sitz der Gesellschaft ist Bonn, dort befindet sich auch die Bundesgeschäftsstelle. Die DGWMP ist Mitglied der Arbeitsgemeinschaft der Wissenschaftlichen Medizinischen Fachgesellschaften.

## Geschichte
Der Verein versteht sich als Nachfolgerin der 1864 gegründeten Berliner militärärztlichen Gesellschaft (ab 1920 „Deutsche Militärärztliche Gesellschaft“). Sie wurde am 19. Juni 1954 in Bonn wiedergegründet, nunmehr als „Vereinigung ehemaliger Sanitätsoffiziere“ mit dem Wahlspruch „Scientiae - Humanitati - Patriae“. Seit dem 30. Juni 1973 trägt die Gesellschaft den heutigen Namen „Deutsche Gesellschaft für Wehrmedizin und Wehrpharmazie e. V.“ (= satzungsgemäß voller Titel) und die Abkürzung DGWMP.

## Gliederung
Die Gesellschaft wird von einem Präsidenten geführt, der Vorsitzender des bis zu siebzehnköpfigen Präsidiums ist. Die Mitglieder des Präsidiums werden von der Hauptversammlung auf drei Jahre gewählt. Der Präsidialbeirat berät das Präsidium und besteht aus Vertretern der Untergliederungen des Vereins:
- die Bereichsgruppen vertreten die Belange der Mitglieder in einer Region und richten eigene Veranstaltungen aus. Als weitere Untergliederung können örtliche Gruppen gegründet werden.
- die Gruppe SanOA und junge SanOffz vertritt überregional die Belange der Doppelmitglieder im Rahmen der Kooperation mit dem Deutschen SanOA e. V.
- die Arbeitskreise[7] dienen der Kooperation aller interessierten Mitglieder zu einem Thema:

1. Einsatzmedizin (ARCHIS)
2. Geschichte und Ethik der Wehrmedizin
3. Zahnmedizin
4. Tiermedizin
5. Wehrpharmazie
6. Offiziere des Militärfachlichen Dienstes
7. Junge Wehrmedizin
8. Gesundheitsfachberufe
9. ARKOS (AK konservativ tätiger Sanitätsoffiziere)
10. Offizier Truppendienst im Sanitätsdienst
11. Psychosoziale Medizin und Netzwerke (PsychNetz)
12. Taktische Medizin

## Veranstaltungen
Die DGWMP richtet im Jahr verschiedene Fortbildungsveranstaltungen aus. Höhepunkt ist immer der im Herbst ausgerichtete Jahreskongress mit großen Leitthemen des Sanitätsdienstes. Mit Hinblick auf die Teilnehmer sieht sich die Gesellschaft seit Jahrzehnten als Förderer der fachlichen Fortbildung sowie von Wissenschaft und Forschung der Mitglieder und darüber hinaus aller an den Zielen der Gesellschaft Interessierten.
Die Gesellschaft vergibt für wehrmedizinische Forschungsleistungen seit 1968 alle zwei Jahre den mit 7.500 € (Stand 2011) dotierten Paul-Schürmann-Preis sowie den mit 2500 € dotierten Heinz-Gerngroß-Preis. Im Jahr 1977 wurde der Paul-Schürmann-Preis dem wegen Menschenversuchen im Konzentrationslager Buchenwald verurteilten Kriegsverbrecher Gerhard Rose verliehen.

## Publikationen
Die DGWMP unterstützt die Redaktion der Wehrmedizinische Monatsschrift mit sanitätsdienstlichen Informationen. Das monatlich erscheinende Magazin wird vom Bundesministerium der Verteidigung herausgegeben und vom Beta Verlag publiziert.
Im Beta Verlag erscheint die quartalsweise veröffentlichte Zeitschrift Wehrmedizin und Wehrpharmazie, die vom Verein herausgegeben wird.